# Războiul vacii

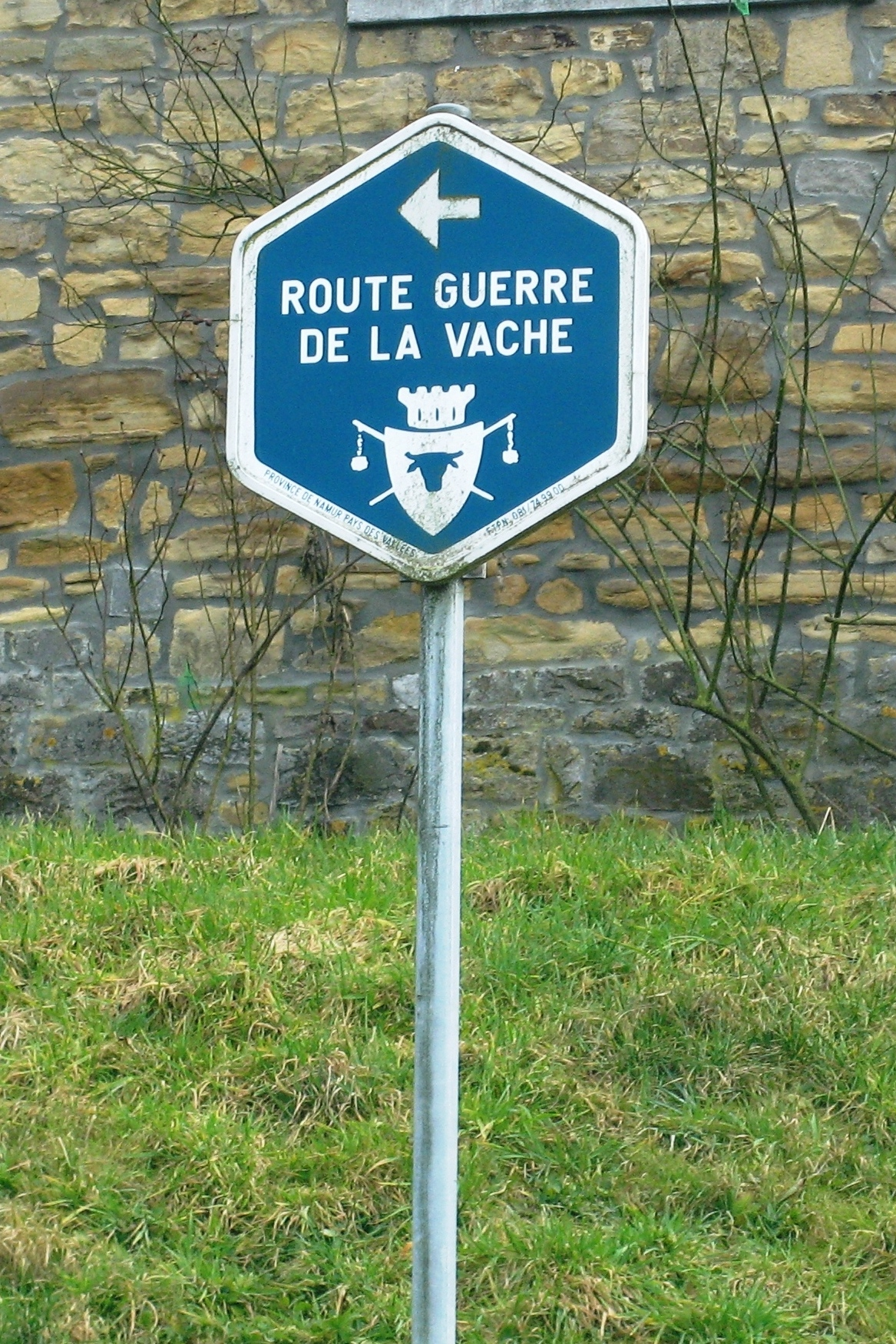
Indicator turistic pe drumul „Războiul vacii” în Belgia

Războiul vacii a fost un conflict desfășurat în Condroz între anii 1275 și 1278. Cetățenii din Liège, Namur, Brabant și Luxemburg au fost implicați în acest război, luptând de partea contelui de Namur sau pentru prințul-episcop din Liège. Pretextul era o vacă dispărută din orașul Ciney (Principatul Liège) și găsită în Comitatul Namur, în localitatea Andenne.

## Pretextul
Cearta a fost provocată cu ocazia turnirelor organizate în Andenne. Un anume Engoran, țăran din satul Jallez (Gosnes, Condroz), a adus la târg o vacă furată de la Rigaud de Ciney. Acesta, recunoscându-și vita, s-a plâns celui care îndeplinea funcția de bailli (vornic) în Condroz, Jean de Halloy. Cum Andanne era în afara jurisdicției condruzene, țăranului hoț i s-a propus să ducă vaca înapoi pentru a evita nașterea unui conflict; în caz contrar urma să fie arestat în momentul în care depășea granița către Condroz, pe drumul spre casă.
Engoran a făcut așa cum a fost sfătuit, însă la intrarea în Condroz a fost prins pe câmp de oamenii vornicului și spânzurat într-un pom.

## Războiul
Jean de Gosnes, senior de care aparținea Engoran, l-a atacat pe de Halloy pentru a răzbuna moartea țăranului, dar și pentru că dorea să acapareze funcția de vornic peste Condroz. Prin urmare, a devastat câteva sate din Ciney. De Halloy a ripostat prompt, incendiind satul Jallez. De Gosnes i-a adus de partea sa pe seniorii din Beaufort și din Fallais, ambii frați ai săi; în schimb, de Halloy a obținut sprijin de la Huy și i-a atacat pe toți cei trei aliați, castelul lui de Gosnes și Fallaisul fiind distrus. Seniorul din Fallais a fost omorât de cei din Huy, timpul neîngăduindu-i să ceară ajutor fraților săi. Fiul seniorului ucis a obținut protecția ducelui de Brabant, cu condiția acceptării suzeranității contelui Guy de Namur peste Gosnes și Beaufort. Alianța cuprindea și Luxemburgul, căci soția lui de Dampierre era Isabela de Luxemburg.
Ducele de Brabant a imputat ridicarea asediului în Fallais, iar ca răspuns Liège a atacat nu numai Namur și Luxemburgul, dar și Brabantul. Războiul a continuat cu pierderi foarte mari; după trei ani s-a cerut arbitrajul regelui Franței, Filip al III-lea, care tocmai o luase de soție pe Maria, sora ducelui de Brabant. Regele a cerut ca situația să revină la stadiul dinaintea războiului; astfel, au fost retrase și omagiile seniorilor de Fallais, Beaufort și Gosnes către ducele de Brabant.